# Liste der Biografien/Pew
Liste der Biografien |
Portal Biografien |
Personensuche
# |
A |
B |
C |
D |
E |
F |
G |
H |
I |
J |
K |
L |
M |
N |
O |
P |
Q |
R |
S |
T |
U |
V |
W |
X |
Y |
Z |
?
 
Pa |
Pc |
Pe |
Pf |
Ph |
Pi |
Pj |
Pk |
Pl |
Pm |
Pn |
Po |
Pr |
Ps |
Pt |
Pu |
Pv |
Pw |
Py
 
Pea |
Peb |
Pec |
Ped |
Pee |
Pef |
Peg |
Peh |
Pei |
Pej |
Pek |
Pel |
Pem |
Pen |
Peo |
Pep |
Peq |
Per |
Pes |
Pet |
Peu |
Pev |
Pew |
Pex |
Pey |
Pez
Die Liste der Biografien führt alle Personen auf, die in der deutschsprachigen Wikipedia einen Artikel haben. Dieses ist eine Teilliste mit 13 Einträgen von Personen, deren Namen mit den Buchstaben „Pew“ beginnt.

## Pew

### Pewa
- Pewal, Marco (* 1978), österreichischer Eishockeyspieler
- Pewal, Martin (* 1978), österreichischer Eishockeyspieler
- Pewas, Peter (1904–1984), deutscher Filmregisseur und Werbegraphiker (Filmplakate)

### Pewd
- PewDiePie (* 1989), schwedischer Let’s-PlayerPewDiePie (* 1989)

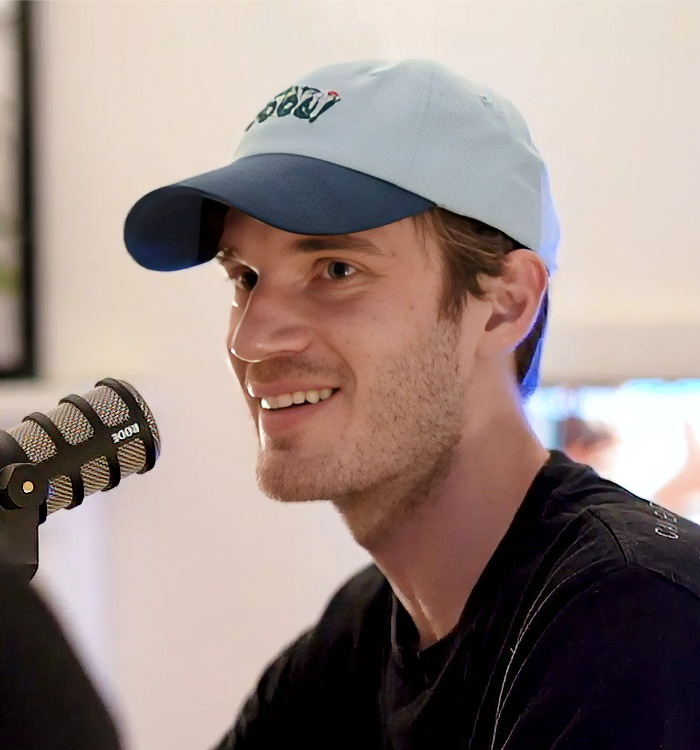
PewDiePie (* 1989)

### Pewe
- Péwé, Troy L. (1918–1999), US-amerikanischer Geologe und Glaziologe
- Pewestorff, Norbert (* 1952), deutscher Politiker in Berlin (SED, PDS, Die Linke), MdA

### Pewh
- Pēwhairangi, Ngoi (1921–1985), neuseeländische Lehrerin und Förderin der Sprache und Kultur der Māori, Komponistin

### Pewn
- Pewny, Christian (* 1967), österreichischer Politiker und Unternehmer (FPÖ)
- Pewny, Michael (* 1963), österreichischer Boogie-Woogie-, Jazz- und Blues-Pianist
- Pewny, Olga (* 1872), ungarische Opernsängerin (Sopran)

### Pewt
- Pewtschich, Marija Konstantinowna (* 1987), russische Journalistin und Bürgerrechtlerin

### Pewz
- Pewzow, Dmitri Anatoljewitsch (* 1963), russischer Schauspieler
- Pewzow, Michail Wassiljewitsch (1843–1902), russischer Asienforscher